# China Lake NATIC
Le China Lake Natic est un lance-grenades à pompe, il dispose d'une capacité de 3 + 1 coups (avec une grenade dans la chambre et trois dans le magasin.) 
Il a été développé par la division des projets spéciaux de la Naval Air Weapons Station China Lake, en 1968, et a été utilisé par plusieurs forces spéciales américaines dont les Navy Seals durant la guerre du Viêt Nam.
Il utilisait des grenades de 40 x 46 mm.

## Voir également
- GM-94
- RG-6